# Villers-lès-Luxeuil
Villers-lès-Luxeuil ist eine französische Gemeinde im Département Haute-Saône in der Region Bourgogne-Franche-Comté. Sie gehört zum Arrondissement Lure und zum Gemeindeverband Triangle Vert.

## Geographie
Die Gemeinde Villers-lès-Luxeuil liegt auf einer Höhe von 277 m über dem Meeresspiegel, neun Kilometer südwestlich von Luxeuil-les-Bains und etwa 20 Kilometer nordnordöstlich der Stadt Vesoul (Luftlinie). Das Dorf erstreckt sich im nördlichen Teil des Departements, in einer Talmulde am Westrand der Ebene von Luxeuil und der Talniederung der Lanterne, am Nordfuß der Höhen des Bois de la Grande Brosse.
Die Fläche des 9,10 km² großen Gemeindegebiets umfasst einen Abschnitt der leicht gewellten Landschaft südlich der Lanterne. Der nordöstliche Teil des Gebietes wird von der Alluvialniederung der Lanterne eingenommen. Sie liegt durchschnittlich auf 260 m und weist eine Breite von rund vier Kilometern auf. Landwirtschaftliche Nutzung herrscht hier vor. Auf einer kurzen Strecke markiert die Lanterne die östliche Grenze.
Nach Westen erstreckt sich das Gemeindeareal in die Talmulde des Dorfbachs, die im Norden von den Champs Montants (bis 320 m), im Süden von den Waldhügeln des Bois de la Grande Brosse flankiert wird. In diesem Abschnitt ist der Untergrund zur Hauptsache aus Muschelkalk der mittleren Trias aufgebaut. Weiter nach Südwesten reicht der Gemeindeboden über einen Sattel in das waldreiche Quellgebiet des Durgeon und bis zu den Höhen des Bois de Dessus. Mit 395 m wird hier die höchste Erhebung von Villers-lès-Luxeuil erreicht. Hier treten sandig-mergelige und kalkige Sedimente zutage, die während der Lias (Unterjura) abgelagert wurden.
Nachbargemeinden von Villers-lès-Luxeuil sind Abelcourt und Sainte-Marie-en-Chaux im Norden, Breuches im Osten, Éhuns, Visoncourt und Mailleroncourt-Charette im Süden sowie Meurcourt und Velorcey im Westen.

## Geschichte
Das Gebiet um Villers war schon in prähistorischer Zeit besiedelt. Die frühesten Zeugnisse der Anwesenheit des Menschen stammen aus dem Paläolithikum. Aus der gallorömischen Zeit wurden Mauerfundamente eines Landgutes entdeckt. Im Mittelalter gehörte Villers zur Freigrafschaft Burgund und darin zum Gebiet des Bailliage d’Amont. Die lokale Herrschaft hatte das Kloster Luxeuil inne. Zusammen mit der Franche-Comté gelangte das Dorf mit dem Frieden von Nimwegen 1678 definitiv an Frankreich. Heute ist Villers-lès-Luxeuil Mitglied des Gemeindeverbandes Triangle Vert.

## Bevölkerung
| Jahr                       | 1962 | 1968 | 1975 | 1982 | 1990 | 1999 | 2006 | 2015 | 2022 |
| Einwohner                  | 178  | 187  | 202  | 212  | 240  | 305  | 357  | 310  | 315  |
| Quellen: Cassini und INSEE |      |      |      |      |      |      |      |      |      |

Mit 312 Einwohnern (1. Januar 2022) gehört Villers-lès-Luxeuil zu den kleineren Gemeinden des Départements Haute-Saône. Nachdem die Einwohnerzahl in der ersten Hälfte des 20. Jahrhunderts deutlich abgenommen hatte (1881 wurden noch 419 Personen gezählt), wurde seit Beginn der 1970er Jahre wieder ein kontinuierliches Bevölkerungswachstum verzeichnet. Seither hat sich die Einwohnerzahl verdoppelt.

## Sehenswürdigkeiten
Die Kirche Saint-Laurent wurde im 18. Jahrhundert neu erbaut. Sie besitzt eine wertvolle Innenausstattung, darunter ein oktogonales Taufbecken von 1541, eine reich skulptierte Kanzel, Täfelungen und Mobiliar aus dem 18. Jahrhundert sowie verschiedene Statuen. Sehenswert sind auch die drei Brunnen und das Lavoir aus dem 19. Jahrhundert, dessen Dach von mehreren Säulen getragen wird.

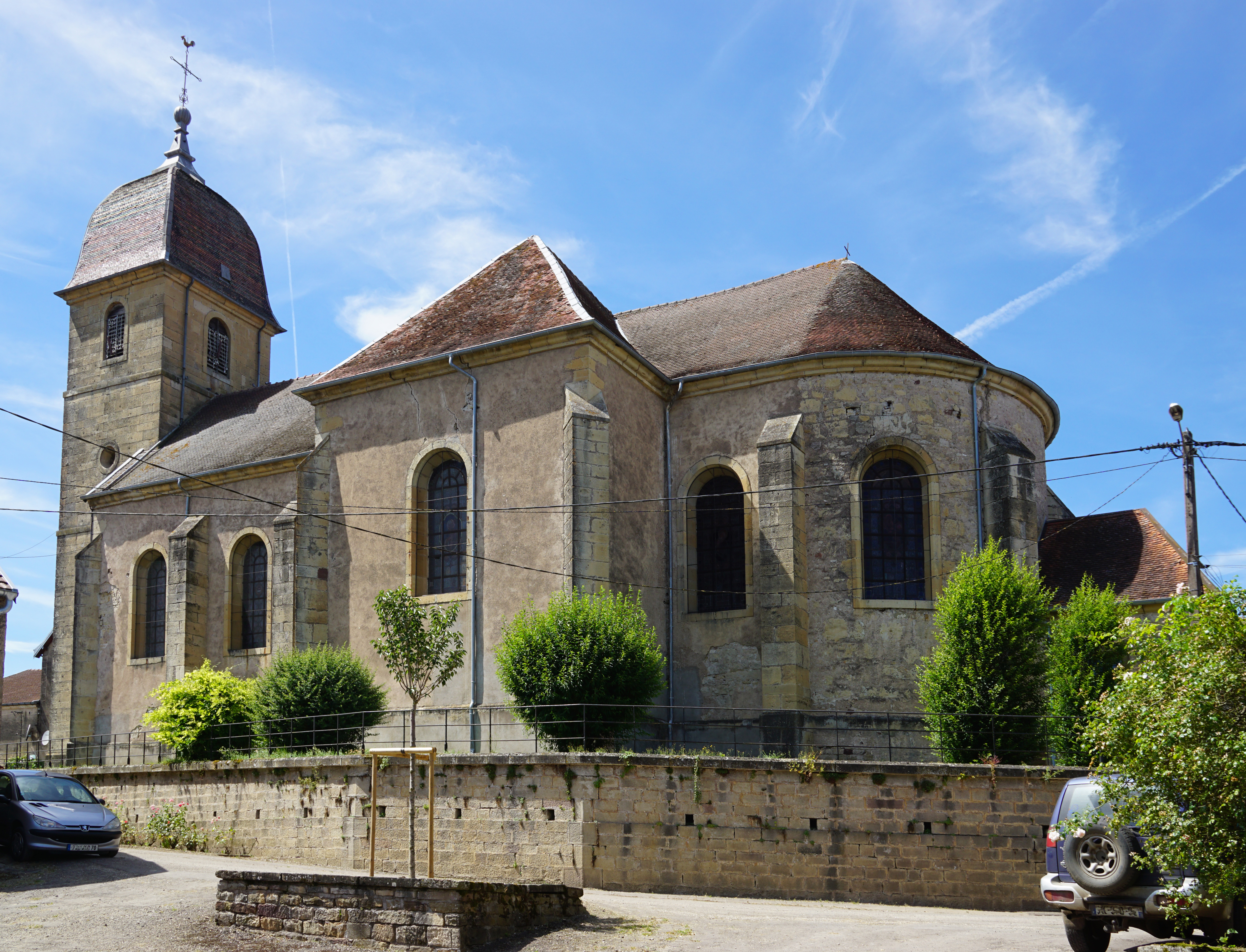
Kirche Saint-Pierre
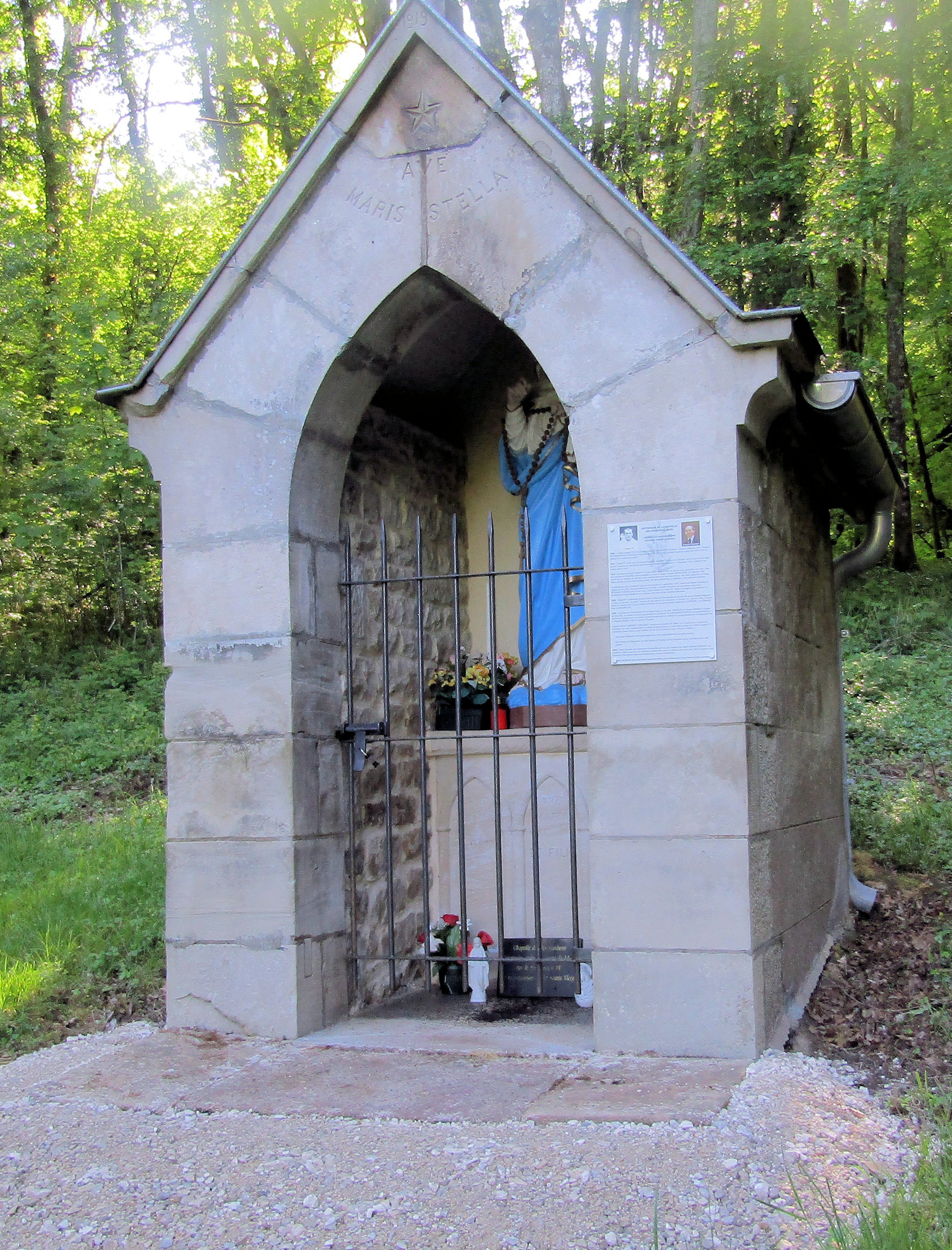
Kapelle der Guten Wiedergänger
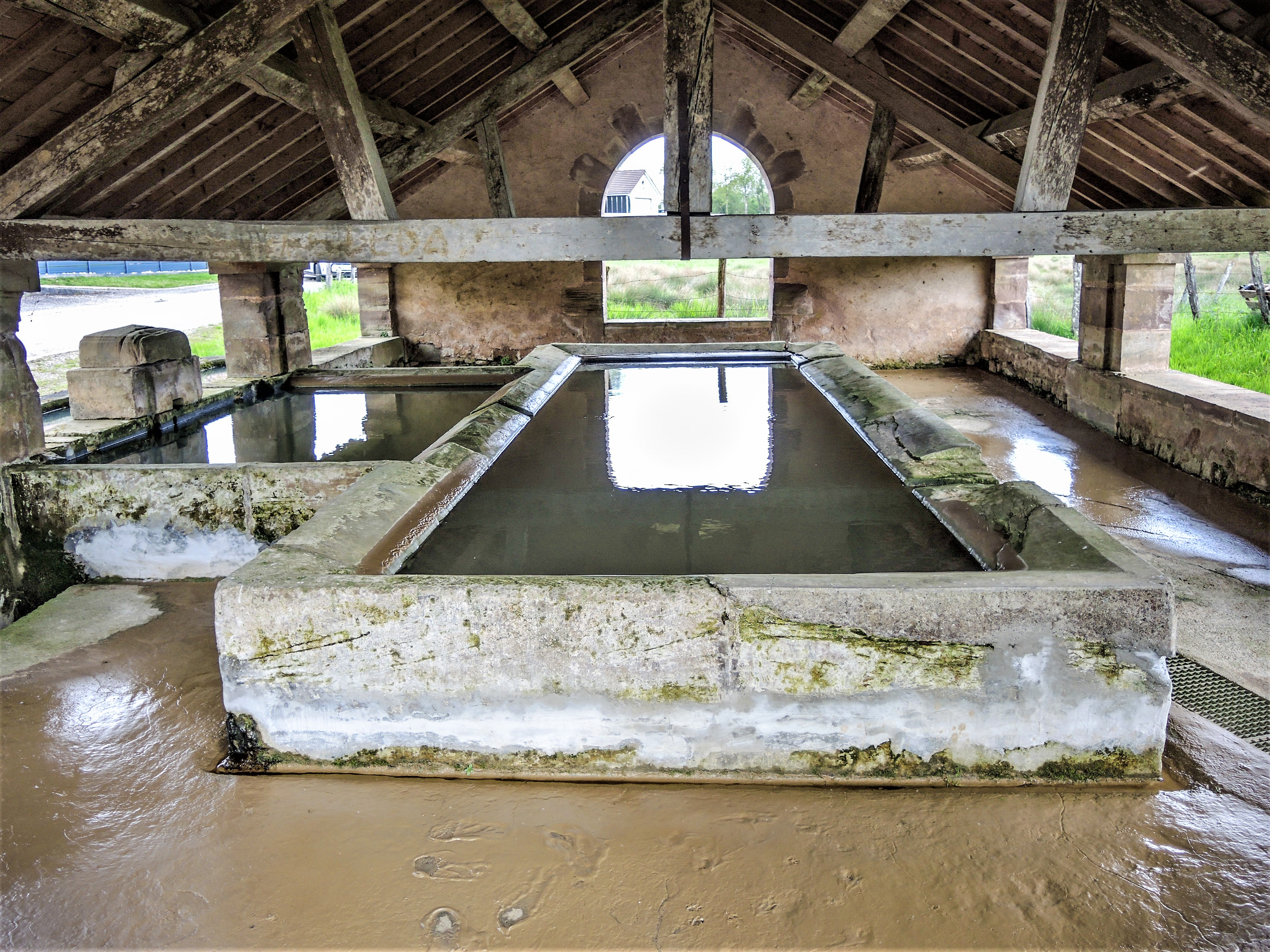
Lavoir
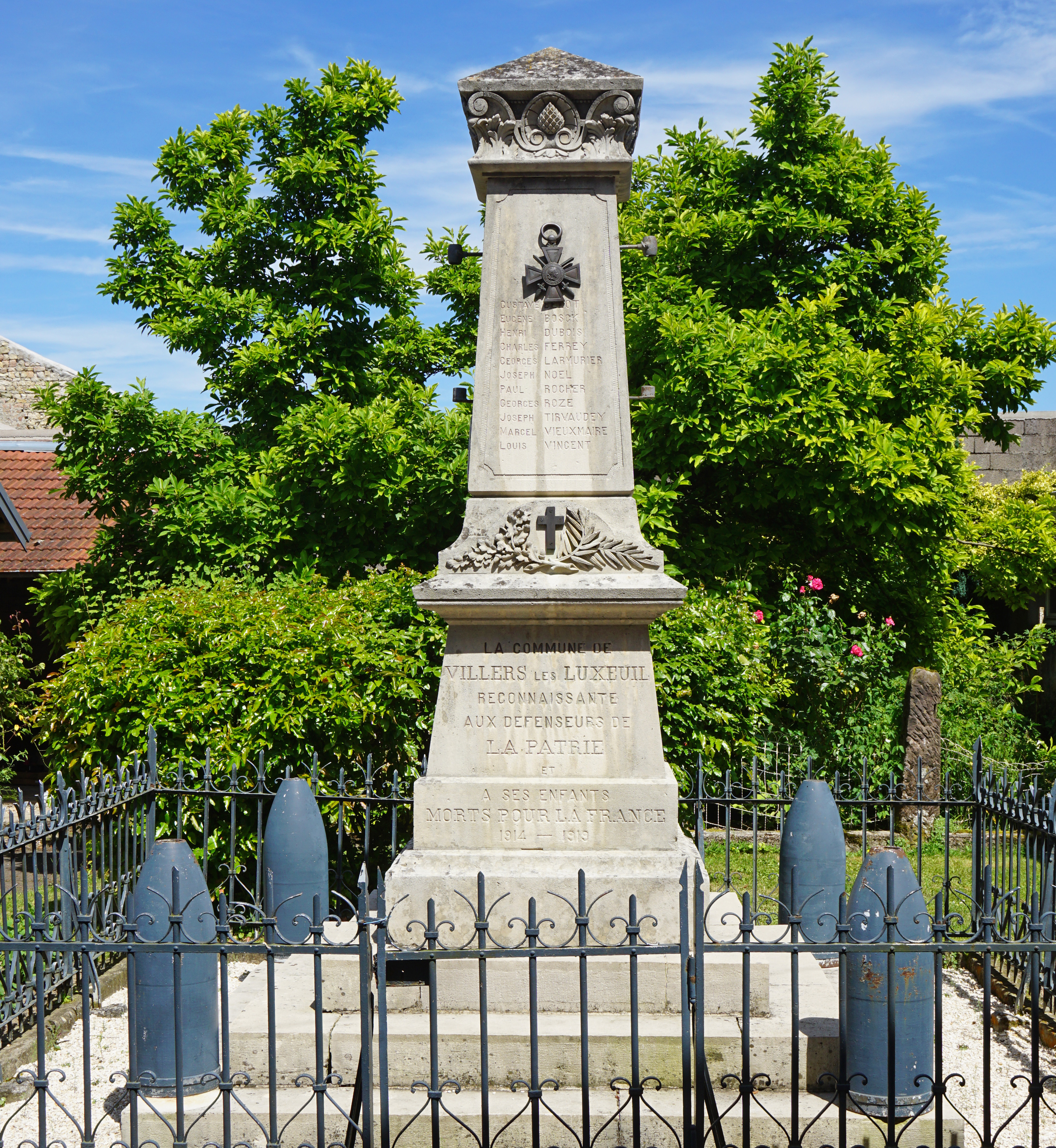
Gefallenendenkmal

## Wirtschaft und Infrastruktur
Villers-lès-Luxeuil war bis weit ins 20. Jahrhundert hinein ein vorwiegend durch die Landwirtschaft (Ackerbau, Obstbau und Viehzucht) und die Forstwirtschaft geprägtes Dorf. Die Wasserkraft des Dorfbachs wurde früher für den Betrieb einer Mühle genutzt. Heute gibt es einige Betriebe des lokalen Kleingewerbes, darunter ein Betrieb der Holzverarbeitung. In den letzten Jahrzehnten hat sich das Dorf zu einer Wohngemeinde gewandelt. Viele Erwerbstätige sind deshalb Wegpendler, die in den größeren Ortschaften der Umgebung ihrer Arbeit nachgehen.
Die Ortschaft liegt abseits der größeren Durchgangsachsen an einer Departementsstraße, die von Sainte-Marie-en-Chaux nach Mailleroncourt-Charette führt. Weitere Straßenverbindungen bestehen mit Éhuns und Velorcey.